# Pentathlon moderne aux Jeux olympiques de 1920
Navigation
Stockholm 1912 Paris 1924
La deuxième épreuve de pentathlon moderne fut organisée lors des Jeux olympiques d'été de 1920 à Anvers.

## Tableau des médailles pour le Pentathlon moderne
| Rang | Pays  | Médaille d'or | Médaille d'argent | Médaille de bronze | Total |
| ---- | ----- | ------------- | ----------------- | ------------------ | ----- |
| 1    | Suède | 1             | 1                 | 1                  | 3     |

## Individuel homme
| Médaille | Nom            | Pays  |
| -------- | -------------- | ----- |
| or       | Gustaf Dyrssen | Suède |
| argent   | Erik de Laval  | Suède |
| bronze   | Gösta Runö     | Suède |